# Artur Loureiro
Artur José de Sousa Loureiro – portugalski malarz modernista. Studiował sztukę w Porto, Rzymie i Paryżu. Jego nauczycielem był João António Correia.

## Wybrane dzieła
- A Visão de Santo Estanislau de Kostka
- Os Tigres
- O retrato de Alderman Stewart
- As Quatro Estações, Íris e A Cruz do Sol
- O Santo António da Catedral de Melbourne

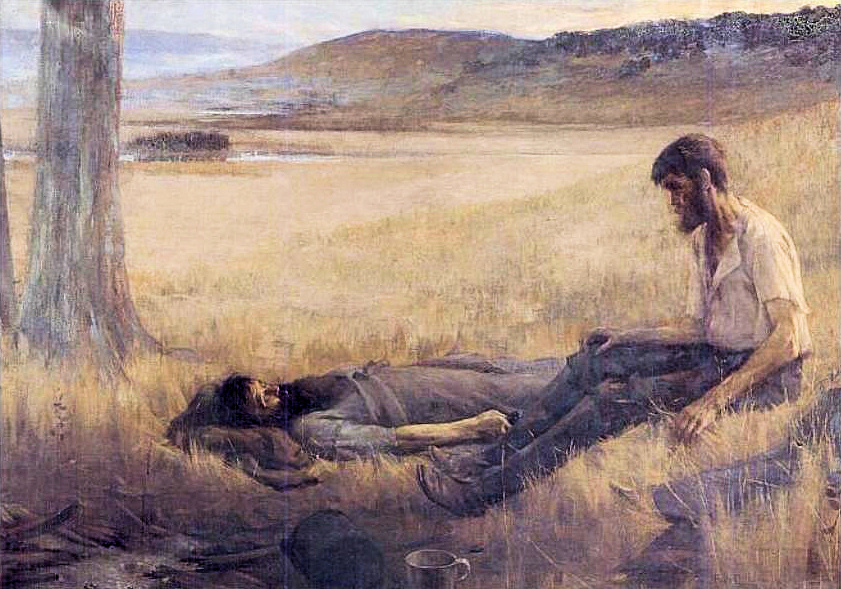
A Morte de Burke, ok. 1911

- A Morte de Burke